# Paratropus roggemani
Paratropus roggemani är en skalbaggsart som beskrevs av Kanaar 1997. Paratropus roggemani ingår i släktet Paratropus och familjen stumpbaggar. Inga underarter finns listade i Catalogue of Life.